# Castlevania: The Dracula X Chronicles
Castlevania: The Dracula X Chronicles est une compilation de jeux vidéo d'action et de plates-formes développés et édités par Konami. Elle est sortie en 2007 sur PlayStation Portable. Cette version est adaptée sur PS4 en 2018 sous le titre Castlevania Requiem.
Le jeu réunit trois épisodes :
- la version originale de Castlevania: Rondo of Blood qui n'avait pas connu jusque-là de sortie en dehors du Japon ;
- un remake exclusif de ce même jeu ;
- puis la suite directe nommée Castlevania: Symphony of the Night sortie sur PSOne.